# FC Alania-d Vladikavkaz
FC Alania-d Vladikavkaz este un club rusesc de fotbal înființat în 2011. Alania-d este a doua echipă, de rezervă a clubului de fotbal FC Alania Vladikavkaz.

## Echipa curentă
| Nr. |       | Poziție | Jucător              |
| --- | ----- | ------- | -------------------- |
|     | Rusia | P       | Alan Khaliyev        |
|     | Rusia | P       | Marat Soltanov       |
|     | Rusia | P       | Omar Tsopanov        |
|     | Rusia | F       | Georgi Bedoyev       |
|     | Rusia | F       | David Bugulov        |
|     | Rusia | F       | Aslan Doguzov        |
|     | Rusia | F       | Alan Gikayev         |
|     | Rusia | F       | Dmitri Griban        |
|     | Rusia | F       | Georgi Pagayev       |
|     | Rusia | F       | Guram Tetrashvili    |
|     | Rusia | F       | Fyodor Tolstokulakov |
|     | Rusia | F       | Valeri Tskhovrebov   |
|     | Rusia | M       | Georgi Bulatsev      |
|     | Rusia | M       | Gela Dzagoyev        |
|     | Rusia | M       | Aleksandr Dzalayev   |

| Nr. |       | Poziție | Jucător            |
| --- | ----- | ------- | ------------------ |
|     | Rusia | M       | Georgi Dzantiyev   |
|     | Rusia | M       | Alan Dzavkayev     |
|     | Rusia | M       | Artur Gazdanov     |
|     | Rusia | M       | Suleyman Gusalov   |
|     | Rusia | M       | Uruzmag Ikoyev     |
|     | Rusia | M       | Daniil Kleshchenko |
|     | Rusia | M       | Georgi Kudryavtsev |
|     | Rusia | M       | Makharbek Varziyev |
|     | Rusia | A       | Mikhail Bilaonov   |
|     | Rusia | A       | David Gatikoyev    |
|     | Rusia | A       | Georgi Kabisov     |
|     | Rusia | A       | Aslan Khuriyev     |
|     | Rusia | A       | Artur Kusov        |
|     | Rusia | A       | Batraz Toboyev     |
|     | Rusia | A       | Alan Tskhovrebov   |